# April Clough
April Clough (* 16. April 1953 als Gillian Wood in Philadelphia, Pennsylvania) ist eine US-amerikanische Schauspielerin.

## Leben
Clough begann ihre Karriere im Jahr 1977 mit der Rolle der Angie Crawford in der in Miami gedrehten Komödie Zwei außer Rand und Band mit Bud Spencer und Terence Hill. Außerdem war sie in Gastrollen in US-amerikanischen Fernsehserien wie Happy Days, Fantasy Island und CHiPs zu sehen. Anfang der 1980er Jahre gehörte sie zu den Gründungsmitgliedern der Discogruppe The Pinups. Diese war Gegenstand der deutsch-israelischen Filmkomödie Die Pinups und ein heißer Typ mit Sascha Hehn in der Hauptrolle. Clough schied bereits im selben Jahr aus der Gruppe wieder aus und setzte ihre Karriere in den Vereinigten Staaten fort. Sie trat im Jahr 1982 in einer wiederkehrenden Rolle als Officer Vicki Taylor  in der Krimiserie T.J. Hooker auf. Im Jahr 1984 folgte eine weitere Zusammenarbeit mit Bud Spencer und Terence Hill, diesmal in der weiblichen Hauptrolle als Olympia Chavez. Mitte der 1980er Jahre heiratete Clough in zweiter Ehe den Rockmusiker Gregg Giuffria, dem sie später zu einer Karriere im Versicherungsgeschäft verhalf. Seit Ende der 1980er Jahre agiert sie vor der Kamera als April Giuffria.

## Filmografie (Auswahl)

### Fernsehen
- 1979: Happy Days
- 1979: Fantasy Island
- 1980: CHiPs
- 1982: Boomer, der Streuner (Here’s Boomer)
- 1982: T.J. Hooker
- 1983: Dallas
- 1983: Computer Kids (Whiz Kids, Fernsehserie,  Episode Airwave Anarchy)
- 1985: Agentin mit Herz (Scarecrow and Mrs. King)
- 1989: B.L. Stryker (als April Giuffria)

### Film
- 1977: Zwei außer Rand und Band (I due superpiedi quasi piatti)
- 1981: Die Pinups und ein heißer Typ
- 1984: Vier Fäuste gegen Rio (Non c’è due senza quattro)
- 1985: Sie nannten ihn Stick (Stick)
- 1988: Zebo, der Dritte aus der Sternenmitte (Earth Girls Are Easy) (als April Giuffria)
- 2008: Cat City (als April Giuffria)